# Прапор Індонезії
Полотно прапора Індонезії має пропорції 2:3. Верхню половину прапора займає червоний колір, який означає мужність та людське тіло. Нижню половину займає білий колір, що означає душу людини. Разом вони символізують людину в цілому. Був прийнятий в день незалежності Індонезії 17 серпня 1945 року. Історія свідчить, що прапор Індонезії значною мірою пов'язаний із прапором Голландії. За розповідями, коли Індонезія звільнялась від панування Голландії, то один із борців за незалежність цієї країни розірвав Прапор Нідерландів. Від нього залишилися тільки червона та біла частини, що і стали новим прапором держави. Цей прапор схожий на Прапор Польщі, Прапор Сінгапуру та Прапор Монако.

## Кольори
| Цифрова схема | RGB червоний  | Білий       | Фізична схема | Пігмент червоний | Білий       |
| ------------- | ------------- | ----------- | ------------- | ---------------- | ----------- |
| RGB           | 255-0-0       | 255-255-255 | RGB           | 237-28-36        | 255-255-255 |
| Hex           | #FF0000       | #FFFFFF     | Hex           | #ED1C24          | #FFFFFF     |
| CMYK          | Inconvertible | 0, 0, 0, 0  | CMYK          | 0, 100, 100, 0   | 0, 0, 0, 0  |

## Конструкція прапора
|                     |
| Конструкція прапора |